# Ustanak u varšavskom getu
Ustanak u varšavskom getu bio je oružani otpor Židova protiv nacista. Dogodio se između 19. travnja i 16. svibnja 1943. u varšavskom getu te je tako to bio prvi oružani ustanak u tadašnjem Reichu. Borbe su počele u vrijeme posljednjih deportacija Židova iz Varšave. Židovi su imali puno slabije naoružanje od nacista, koju su imali zrakoplovstvo, topništvo, oklopna vozila i sl. Nakon mjesec dana brutalnih borbi ustanak je ugušen u krvi, a varšavski geto spaljen i sravljen sa zemljom. Brojčano i vojno superiorniji nacisti ubili su oko 7000 stanovnika geta i boraca. Preostalih oko 42 000 preživjelih Židova, deportirano je u koncentracijske logore.

## Prethodni događaji
Dana 16. listopada 1940. osnovan je varšavski geto odlukom njemačkoga guvernera generala Hansa Franka. U ljeto 1942. Nijemci su počeli deportacije Židova u logorima istrebljenja, uglavnom u Treblinki. Tijekom mjesec dana deportirano je gotovo 300 000 Židova. Tada je ostalo oko 50 000 Židova u getu, a Nijemci smanjuju prostor geta za oko četvrtinu svoje bivše površine. Godine 1943. nacisti su željeli potpuno isprazniti varšavski geto i zatvoriti ga.  Židovi u varšavskom getu bili su svjesni, da nacisti ubijaju deportirane Židove, jer su imali dojave o tome.
Počevši od ljeta 1942., Židovi su se organizirali i smišljali kako podići ustanak. Prvi sukob dogodio se 18. siječnja 1943. Krvavo je ugušen nakon nekoliko dana i velikih gubitaka. 

## Ustanak
Dana 19. travnja 1943., nacističke SS-jedinice pokrenule su likvidaciju geta. Stanovnici geta digli su se na ustanak s prokrijumčarenim oružjem i onim iz vlastite izrade. SS jedinice napale su s topništvom.
Marek Edelman koji je bio jedan od vođa ustanka, izjavio je sljedeće činjenice o odnosu snaga: "Pobunjenika je bilo 220, a nacista 2 090. Nijemci su imali zrakoplovstvo, topništvo, oklopna vozila, minobacače, 82 strojnice, 135 puške i 1358 karabina. Svaki ustanik imao je revolver, pet zapaljivih i pet ručnih bombi. Svaki dio geta imao je 3 karabina, a cijeli geto 2 mine i samo jedan automatski pištolj.
Naciste je na početku vodio Ferdinand von Sammern-Frankenegg, ali je zamijenjen nakon frontalnoga napada, u kojem je nekoliko SS vojnika ubijeno. Vodstvo je zatim preuzeo Jürgen Stroop, koji je usporio akciju s ciljem minimalnih gubitaka. Ustanak je trajao oko mjesec dana.
Procjenjuje se, da je poginulo 16 SS vojnika i najmanje 7000 Židova. Oko 42000 Židova deportirano je u koncentracijske logore Poniatowa, Trawniki i Majdanek. Oko 7000 Židova poslano je u koncentracijski logor Treblinka. 

## Vanjske poveznice
Sestrinski projekti
|  | Zajednički poslužitelj ima stranicu o temi Ustanak u varšavskom getu    |
|  | Zajednički poslužitelj ima još gradiva o temi Ustanak u varšavskom getu |